# Minicius Macrinus
Minicius Macrinus (Praenomen unbekannt, Gentilname auch Minucius; fl.1. Jahrhundert n. Chr.) war ein einflussreicher römischer Bürger und Freund von Plinius dem Jüngeren. Mehrere der Plinius-Briefe sind an eine Person namens Macrinus gerichtet, bei den meisten davon dürfte der Adressat jedoch Caecilius Macrinus und nicht Minicius Macrinus sein.
Die wenigen Details, die über Minicius Macrinus’ Leben bekannt sind, stammen hauptsächlich aus einem weiteren Plinius-Brief an einen anderen Adressaten. Diesem zu Folge war Minicius Macrinus zumindest für einen Teil seines Lebens in Brixia (dem heutigen Brescia) ansässig. Er war ein sehr vermögender, einflussreicher Mann – Plinius erwähnt nicht nur seinen Wohlstand, sondern bezeichnet ihn als equestris ordinis princeps, als einen der „Anführer“ (Princeps) der Eques. Die Angehörigkeit zu diesem zweithöchsten Stand der römischen Gesellschaft war in der Kaiserzeit über das Vermögen definiert. Kaiser Vespasian wollte Minicius Macrinus zum Praetor und damit in den Senatorenstand befördern, dieser lehnte die Standeserhebung jedoch ab, da er kein Interesse an einer politischen Laufbahn und den damit verbundenen Pflichten hatte. Seine Gattin Acilia stammte mütterlicherseits aus Patavium (Padua), eventuell verstarb sie nach 39 Ehejahren. Das Paar hatte mit Minicius Acilianus zumindest einen, um die Mitte der 60er-Jahre geborenen Sohn, der ebenfalls eng mit dem nur wenige Jahre älteren Plinius befreundet war und der schließlich die senatorische Ämterlaufbahn einschlug.